# حمود سعيد المخلافي
حمود سعيد قاسم حمود المخلافي (من مواليد 1964) هو ضابط و‌سياسي يمني برز كأحد القادة الرئيسيين للمقاومة الشعبية في محافظة تعز خلال الحرب الأهلية اليمنية التي اندلعت عام 2014، وذلك بعد الانقلاب الذي قاده الحوثيون و‌استيلائهم على صنعاء وأجزاء واسعة من اليمن.

## حياته ونشأته
ولد في الرحبة احجور عزلة المخلاف مديرية شرعب السلام). لديه 12 ولداً، درس وتخرج من كلية الشريعة بجامعة صنعاء وعاش مدة طويلة في تعز بحي الروضة.

## مسيرته
عمل ضابطاً في الأمن السياسي وبعدها تفرغ لحل قضايا الناس.
يطلق عليه البعض «حامي الثورة» في تعز لقيامه بحماية ساحة الحرية بعد قيام قوات الأمن بإحراقها، وقاد اشتباكات مسلحة مع الأجهزة الأمنية خلال أحداث ثورة الشباب اليمنية.
في 2015 تزعم المخلافي ما يعرف بـ«المقاومة الشعبية» في معركة تعز خلال أحداث الحرب الأهلية اليمنية. وقتل نجله أسامة خلال الأحداث. وشقيقة عز الدين المخلافي وثلاثة من مرافقيه